# Jimmy Farrell

a Compétitions nationales et continentales officielles uniquement.

b Matchs officiels uniquement.
Dernière mise à jour le 30 juin 2025.
James Leo Farrell dit Jimmy Farrell, né le 7 août 1903 et mort le 24 octobre 1979 à Cirencester, est un joueur de rugby à XV qui a évolué avec l'équipe d'Irlande au poste de deuxième ligne ou de troisième ligne centre. 

## Carrière
Jimmy Farrell dispute son premier test match avec l'équipe d'Irlande le 23 janvier 1926 contre la France. Son dernier test match est contre l'équipe du pays de Galles le 12 mars 1932. Il remporte le Tournoi des Cinq Nations de 1926 et celui de 1927.
Il joue également avec les Lions britanniques lors de leur tournée 1927 en Argentine, et 1930 en Australie et Nouvelle-Zélande.

## Palmarès
- Vainqueur du Tournoi des Cinq Nations en 1926 et 1927
- Vainqueur du tournoi britannique en 1932

## Statistiques

### En équipe nationale
- 29 sélections
- Sélections par années : 4 en 1926, 5 en 1927, 5 en 1928, 3 en 1929, 5 en 1930, 4 en 1931, 3 en 1931
- Tournois des Cinq Nations disputés : 1926, 1927, 1928, 1929, 1930, 1931

### Avec les Lions britanniques
- 5 sélections
- Sélections par année : 5 en 1930 (4 contre la Nouvelle-Zélande, 1 contre l'Australie)